# Yves-Marie Laulan
Pour les articles homonymes, voir Laulan.
Yves-Marie Laulan, né le 15 mai 1934 à Bordeaux, est un économiste, démographe et essayiste français.
Il a également mené des activités politiques aux niveaux régional et national.

## Biographie

### Jeunesse et études
Yves-Marie Laulan a étudié à l'Institut d'études politiques de Bordeaux. Il est diplômé du Collège d'Europe ainsi que docteur en économie (1961).

### Carrière professionnelle
Il a été directeur général du Crédit municipal de Paris (1984[réf. souhaitée]-1993). Il a enseigné à l'Institut d'études politiques de Paris.

## Prises de position
Durant la guerre des Six Jours, il se porte volontaire dans l'armée israélienne.
Il a été membre du Club de l'horloge.
Il a milité au Centre des démocrates sociaux, puis au Rassemblement pour la République où Il a été secrétaire national pour les Questions économiques, avant de s'éloigner de Jacques Chirac. Il a été  élu conseiller municipal de Langon en Gironde.
En 2000, il crée avec Jacques Dupâquier l'Institut de géopolitique des populations, qu'il préside depuis. Cette association a pour objet de promouvoir des positions inédites et originales  sur des questions géopolitiques et migratoires.
Il est proche dans ses positions des idées du Front national, et publie en 2014 à compte d'auteur La préférence nationale pour la médiocrité. Il considère « l'avortement de masse » comme une « culture de la mort », il estime dans le même entretien que le Pacs rend l'homosexualité « agressive et prosélyte », et se dit révolté de l'absence de réaction des Français qui acceptent de disparaître peu à peu sans réagir ».

### Médias
Il a animé quelque temps  un Libre Journal mensuel sur Radio Courtoisie, travaillé comme chroniqueur à Antenne 2 et corresponding editor du magazine News Week. Il publie de nombreuses tribunes sur le site web Boulevard Voltaire[réf. souhaitée].

## Distinctions
- Chevalier de la Légion d'honneur
- Chevalier de l'ordre national du Mérite

## Affaire judiciaire
En 2009, il est condamné à une amende de 3 000 euros, en mai 2009, par le tribunal correctionnel de Paris, pour provocation à la haine envers les Roms, pour une déclaration faite en février 2005, sur France 5, dans une émission C dans l'air consacrée à la délinquance parmi les gens du voyage.
Le 1er juillet 2010, la cour d'appel de Paris confirme cette condamnation mais il se pourvoit en cassation.
Le 7 juin 2011, la chambre criminelle de la Cour de cassation a annulé l'arrêt de la cour d'appel. Dans son arrêt, la plus haute autorité judiciaire a estimé que « les propos litigieux, portant sur une question d'intérêt public relative aux difficultés d'intégration de la communauté rom, ne dépassaient pas les limites admissibles de la liberté d'expression » et que « le délit de provocation à la discrimination, à la haine ou à la violence raciale n'était constitué en aucun de ses éléments ».

## Œuvres
- Le Tiers-monde et la crise de l'environnement, PUF, 1974
- Physiologie de la France, Éditions Cujas, 1976[13]
- Visa pour un désastre, PUF, 1978[14]
- La Triche : la crise économique mondiale, J-C Lattès, 1981
- Bien sortir du socialisme, J-C Lattès, 1984
- La Planète balkanisée, Economica, 1991[15] Couronné par l'Académie des Sciences morales et politiques
- Les Nations suicidaires, éditions François-Xavier Guibert, 1998
- Jacques Chirac et le déclin français, 1974-2002 : trente ans de vie politique, premier bilan[16], éditions François-Xavier de Guibert, 2001
- Pour la survie du monde occidental : demain, la femme, Le Cherche midi, 2001
- Introduction à une géopolitique des populations à l'aube du 3e millénaire, édité par l'Institut de géopolitique des populations, 2001
- Allemagne : chronique d'une mort annoncée, éditions François-Xavier de Guibert, 2004
- L'Avenir démographique des grandes religions, éditions François-Xavier de Guibert, 2005
- Un économiste sous les cocotiers, L'Harmattan, 2006
- Réussir l'intégration des immigrés de la deuxième génération, actes du colloque du 16 mars 2002q à la Sorbonne, Institut de géopolitique des populations
- Avec Jacques Dupâquier, Ces migrants qui changent la face de l'Europe, L'Harmattan, 2004
- Avec Jacques Dupâquier, Peut-on se satisfaire de la natalité en Europe ?, L'Harmattan, 2006
- Immigration/intégration: un essai d'évaluation des coûts économiques et financiers (actes de colloque), L'Harmattan, 2006
- Croissance et inflation au XXIe siècle : les perspectives de croissance au XXIe siècle dans un contexte d'implosion démographique, L'Harmattan, 2009
- Le Couple Giscard-Chirac : deux années de plomb qui amorcent le déclin 1974-1976, éditions François-Xavier de Guibert, 2010
- L'Europe face à l'Afrique noire : du choc démographique au choc des civilisations, L'Harmattan, 2010
- Les prochaines guerres seront-elles démographiques? (actes de colloque), Institut de géopolitique des populations, 2010
- Les Femmes devant le déclin démographique (actes de colloque), Institut de géopolitique des populations, 2010
- Un itinéraire français : de la haute montagne au FMI et à l'OTAN en passant par la France profonde, éditions Dualpha, 2011
- Vieillissement mondial et conséquences géopolitiques, L'Harmattan, 2012
- Les Années Sarkozy, éditions de L'Æncre, 2012
- Aventures et mésaventures en montagne, L'Harmattan, 2013
- La Préférence nationale pour la médiocrité : de Nicolas Sarkozy à François Hollande, L'Harmattan, 2014
- L'Immigration clandestine, Némésis de l'Europe compatissante, éditions de L'Æncre, 2015